# Régine Chassagne
Régine Alexandra Chassagne, född 19 augusti 1976, är en kanadensisk musiker, sångerska och en av grundarna av musikgruppen Arcade Fire.
Chassagnes familj hade flytt från Jean-Claude Duvaliers Haiti och hon föddes i Montréal. Chassagne är multiinstrumentalist och spelar bland annat trummor, piano, dragspel, xylofon, vevlira, keyboard och blockflöjt.
Chassagne är gift med Win Butler sedan 2003. 21 april 2013 fick paret en son.

## Utmärkelser
Régine Chassagne har hedrats av provinsen Québec för sina insatser för fransk-kanadensisk kultur. Hon är hedersdoktor vid Concordia University.